# 卢齐娅·波拉夫德尔
卢齐娅·波拉夫德尔（1984年12月15日—），生于采列，斯洛文尼亚女子柔道运动员。她曾参加2004年奥运会，但未能从第一轮比赛晋级；在2008年北京奥运会中，她获得一枚铜牌。